# Delphinium macrostachyum
Delphinium macrostachyum là một loài thực vật có hoa trong họ Mao lương. Loài này được Boiss. ex Huth mô tả khoa học đầu tiên năm 1895.